# Vínculo (constelação chinesa)
Vínculo (em chinês: 婁宿 e literalmente, em inglês: Bond) é uma constelação chinesa e uma mansão lunar componente do Tigre-branco.